# 卡塔赫纳 (西班牙)
卡塔赫纳（西班牙語發音：[kaɾtaˈxena]）是西班牙穆尔西亚自治区的一座城市，位于地中海沿岸，前身是新迦太基（Nueva Cartago），現今亦是西班牙海軍的其中一個基地。

## 歷史
卡塔赫納由迦太基人哈斯德魯巴爾（Hasdrúbal）於前227年建立。在以前的伊比利或塔爾特西亞定居點，傳統上被認為是馬斯提亞。這座城市在羅馬時代以新迦太基的名稱達到鼎盛。羅馬帝國滅亡後，它被稱為迦太基-斯巴達里亞，是伊比利半島拜占庭領土的一部分，是伊比利半島最重要的城市之一，也是其首都，被西哥特人占領後被摧毀。此後，卡塔赫納在穆斯林時代進入了衰落時期，直到進入現代才得以扭轉。從16世紀開始，卡塔赫納因其港口的戰略重要性而增強了軍事作用，並在18世紀成為地中海海事部的首府。在19世紀，它經歷了西班牙自由主義制度的變遷，曾發生過1844年起義、1873年卡塔赫纳州叛亂等事件。
從19世紀末到20世紀，卡塔赫納的經濟以礦山中鋅、銀和鉛的開採為基礎，其繁榮體現在現代主義建築的建設以及化學物質的開發。部門（硫化物、磷肥和炸藥）。目前，由於礦脈枯竭，卡塔赫納主要靠造船和修理、能源和石化工業以及橄欖油、水果、柑橘類水果、蔬菜、埃斯帕托草、葡萄酒和金屬製品的出口為生。因其歷史藝術遺產（包括迦太基、羅馬和拜占庭的遺跡）而成為新興的旅遊目的地。在文化領域，它以其迦太基和羅馬節日以及聖週遊行而聞名，這兩個節日都已被宣布為國際旅遊勝地。

## 其他
该城市拥有一所西班牙公立大学，即卡塔赫纳理工大学。